# Lorenzo Modulo
Lorenzo Modulo (Padova, 27 dicembre 1898 – Porto Alegre, 28 aprile 1977) è stato un calciatore italiano, di ruolo difensore.

## Carriera
Gioca con il Padova in  Prima Categoria (due stagioni) e in Prima Divisione (quattro stagioni), disputando in totale 95 partite segnando una rete. Debutta il 12 ottobre 1919 nella partita Padova-Hellas Verona (7-0). Gioca la sua ultima partita con i biancoscudati l'11 gennaio 1925 in Milan-Padova (1-3).